# 에른스트 톨러
에른스트 톨러(Ernst Toller, 1893년 12월 1일 ~ 1939년 5월 22일)는 독일의 극작가다.
1차대전 후의 혁명운동에 관련되어 복역중에, 표현주의적인 반전극 <변전(變轉)>이 상연되었다. 청년이 전쟁체험으로부터 혁명에 눈을 뜨는 과정을 서정적이며 열광적으로 그린 작품이다. 사회혁명가의 비극을 그린 <군집 인간>, 기계문명에다 인간성을 대결시킨 <기계파괴자>, 전상불구자(戰傷不具者)를 다룬 <힌케만>을 발표했다. 출옥한 후에 발표한 <힘차게 살고 있다>는 피스카토르에 의해 상연되어 센세이션을 불러 일으켰다. 미국으로 망명 후 자살했다.

## 생애
1893년 12월 1일 옛 프로이센 지역인 사모친에서 멘델 톨러와 이다 톨러의 막내아들로 태어났다. 1914년 프랑스 그르노블 대학에서 법학을 전공하다 제1차 세계대전이 발발하자 전쟁에 자원했다. 이때 전쟁에서 인간성이 철저하게 파괴되는 것을 경험한 그는 이런 경험을 바탕으로 평화주의자이자 사회주의자로 변신했다. 그는 뮌헨에 있는 로컬 ‘황금 닻으로’에서 열린 반전주의자 모임에 참여하면서 쿠르트 아이스너와 에리히 뮈잠 등을 만났다. 이 모임에서 그는 평화주의를 지향하는 독립사회민주당(USPD)에 입당했다. 1918년 1월 톨러는 뮌헨에서 벌어진 탄약 공장 노동자 파업에 참가했다가 체포되었다. 또 쿠르트 아이스너가 설립한 ‘자유국가 바이에른’에 참여했다. 그러나 톨러의 제1차 바이에른 소비에트 공화국은 공산주의들과의 마찰로 단 이틀밖에 유지되지 못했다. 공산주의자들 주도로 제2차 바이에른 소비에트 공화국이 수립되자 그는 붉은 군대의 다하우 지역 사령관이 되어 실제 전투를 지휘했다. 그러나 무고한 대중의 피해만 가중시키는 전망 없는 혁명전쟁을 목도하고, 이를 끝내기 위해 반혁명군과 휴전을 시도했다. 혁명이 실패한 뒤 지명수배를 받던 그는 체포되어 즉결심판에서 5년 형을 선고받았다. 수감 중에 ＜변화＞, ＜대중−인간＞, ＜기계파괴자들＞, ＜프랑스대혁명의 15개 장면＞, ＜힝케만＞과 같은 드라마들을 발표했다. 톨러는 출옥 후 노동자 계층과 연대하는 좌파 지식인으로 정치적 활동을 계속하다가 독일 국적을 박탈당한 뒤 프랑스, 영국 등 여러 나라를 경유해서 1937년 미국으로 망명했다. 1939년 5월 22일 그는 뉴욕의 한 호텔에서 목을 매 45년 삶을 스스로 마감한다.

## 참고 문헌
- 이 문서에는 다음커뮤니케이션(현 카카오)에서 GFDL 또는 CC-SA 라이선스로 배포한 글로벌 세계대백과사전의 내용을 기초로 작성된 글이 포함되어 있습니다.

| 전임 (신설) | 제1대 바이에른 평의회 공화국 대통령 1919년 4월 6일 ~ 1919년 4월 12일 | 후임 오이겐 리바이 |